# Палата Шандора Ковача
Палата Шандора Ковача подигнута је 1896. године у улици Светозара Марковића 2, у оквиру Старог градског језгра, као Просторно културно-историјске целине од великог значаја.
Зграда као монументална једноспратна грађевина заузима две парцеле и са три слободне фасаде излази на регулациону линију три улице: краља Александра, Светозара Марковића и Гимназијска. Подигнута је у духу необарока и представља један од бољих примера стилске архитектуре са краја 19. века. Има и архитектонске и историјско-урбанистичке вредности које се огледају у наглашавању угла и репрезентативном завршетку блока. Угао је наглашен избаченим еркером изнад кога је лантерна са куполом. Зграда је сачувана у оригиналном изгледу. Богато је декорисана различитим елементима малтерске пластике из репертоара еклектичке архитектуре.